# 岡田神社 (松本市)
岡田神社（おかだじんじゃ）は長野県松本市にある神社。『延喜式神名帳』に記載される式内社であり、旧社格は郷社。

## 概要
祭神は保食神。社伝では白雉5年（654年）創建とされ、五穀豊穣の神である水霊を祀る神社と考えられる。参道は約600メートルほど続き、旧北国西街道岡田宿の入口に一の鳥居があり、二の鳥居、拝殿、本殿が並ぶ。本殿の両側には八幡社など15の末社が祀られている。明治初年の社地は東西に46間、南北に21間であった。また、女鳥羽川の上流に奥宮として水口社を祀る。